# Інформатор (фільм, 1982)
«Інформатор» (фр. La Balance) — французька кримінальна драма режисера Боба Свейма, поставлена у 1968 році. Фільм було номіновано у 8 категоріях на отримання премії «Сезар», у трьох з яких він отримав перемогу . Стрічка зібрала у Франції 4 192 189 глядачів, ставши 5-м найкасовішим фільмом 1982 року .

## Синопсис
Паризька повія Ніколь (Наталі Бей) та її бойфренд Деде (Філіпп Леотар), дрібний рекетир, що посварився з босом місцевої мафії Роже Массіною через суперечку з приводу Ніколь, жили відносно спокійно лише до того моменту, поки не було убито одного з поліцейських інформаторів («Баланса»). Шукаючи заміну, поліція зупиняє свій вибір на Деде. Під час обшуку у квартирі Деде, поліцейські знаходять пістолет, та починають шантажувати його, схиляючи стати інформатором. Поліція хоче дістатися до Массіни, використавши для цього Деде.
Деде погоджується взяти участь у планах поліції та, намагаючись повернутися до Массіни, розповідає тому про багатого антиквара, якого він знайшов, щоби пограбувати, просячи ватажка про допомогу. Массіна погоджується щось придумати, даючи Деде шанс повернутися назад до своєї організацію.
У день пограбування, Деде входить до команди Мазіни, але той не зовсім довіряє йому, тож в останню мить замінює Деде своїм ставлеником Пе́тровичем. Деде дзвонить до поліції з наміром скасувати операцію, але один з офіцерів поліції, бельгієць, слухаючи в навушниках плеєр, не чує дзвінка. Під час операції посеред жвавого перехрестя між поліцією та бандитами відбувається перестрілка, жертвами якою стають випадкові свідки. Массіна вислизає у метро, але Пе́тровича переслідує поліція та захоплює його після того, як він безжально вбиває офіцера. Капітан поліції, усвідомлюючи, що Пе́трович застрелив невинних людей та кількох поліцейських, убиває його пострілом у голову, після чого спокійно інструктує своїх підопічних, щоб ті перезарядили пістолет Петровича.
Деде намагається втекти, але в провулку натрапляє на Массіну. Під час сутички Деде убиваю Массіну, вистреливши йому в рот. Після цього Деде вимушений йди у підпілля, знаючи, що спільники Мазіни будуть його шукувати. Але Ніколь, побоюючись за життя Деде, свідомо йде до поліції, щоб та затримала Деде, за умови, що у в'язниці він буде у більшій безпеці, ніж на волі. У фіналі фільму Ніколь з плачем дивитися з вікна автомобіля, як Деде забирає поліція.

## В ролях
| Наталі Бей      | ···· | Ніколь Дане   |
| Філіпп Леотар   | ···· | Деде Лаффон   |
| Рішар Беррі     | ···· | Матіас Палузі |
| Моріс Роне      | ···· | Роже Массіна  |
| Бернар Фрейд    | ···· | капітан       |
| Кристоф Малавуа | ···· | Тінтін        |
| Жан-Поль Комар  | ···· | бельгієць     |
| Альбер Дре      | ···· | Карліні       |
| Флоран Паньї    | ···· | Сімоні        |
| Чеки Каріо      | ···· | Пе́трович      |
| Сем Карманн     | ···· | Пауло         |

## Визнання
| Нагороди та номінації фільму «Інформатор» | Нагороди та номінації фільму «Інформатор» | Нагороди та номінації фільму «Інформатор» | Нагороди та номінації фільму «Інформатор» | Нагороди та номінації фільму «Інформатор» | Нагороди та номінації фільму «Інформатор» |
| Рік                                       | Нагорода                                  | Категорія                                 | Номінант                                  | Результат                                 |                                           |
| ----------------------------------------- | ----------------------------------------- | ----------------------------------------- | ----------------------------------------- | ----------------------------------------- | ----------------------------------------- |
| 1983                                      | Премія «Сезар»                            | Найкращий фільм                           | Інформатор                                | Перемога                                  |                                           |
| 1983                                      | Премія «Сезар»                            | Найкраща режисерська робота               | Боб Свейм                                 | Номінація                                 |                                           |
| 1983                                      | Премія «Сезар»                            | Найкращий актор                           | Філіп Леотар                              | Перемога                                  |                                           |
| 1983                                      | Премія «Сезар»                            | Найкраща акторка                          | Наталі Бей                                | Перемога                                  |                                           |
| 1983                                      | Премія «Сезар»                            | Найперспективніший актор                  | Жан-Поль Комар                            | Номінація                                 |                                           |
| 1983                                      | Премія «Сезар»                            | Найперспективніший актор                  | Чекі Каріо                                | Номінація                                 |                                           |
| 1983                                      | Премія «Сезар»                            | Найкращий сценарій                        | Матьє Фабіані, Боб Свейм                  | Номінація                                 |                                           |
| 1983                                      | Премія «Сезар»                            | Найкращий монтаж                          | Франсуаза Жаве                            | Номінація                                 |                                           |